# Avanos
Avanos (griechisch Άβανος (f. sg.)) ist eine Kleinstadt und Hauptort des gleichnamigen Landkreises (İlçe) in der zentralanatolischen Provinz Nevşehir.

## Geografie
Die Stadt liegt im Osten der Provinz Nevşehir auf circa 920 Meter Höhe. Avanos liegt etwa 15 Straßenkilometer nordöstlich der Provinzhauptstadt am Kızılırmak, dem längsten Fluss der Türkei. Die in Ost-West-Richtung verlaufende Fernstraße D300 verbindet Avanos mit der Provinzhauptstadt Nevşehir.
Der Landkreis gliedert sich in die Kreisstadt (43,6 % der Kreisbevölkerung) und drei weitere Gemeinden (Belediye) Kalaba (4374), Özkonak (3348) und Çalış (2013 Einw.) sowie 16 Dörfer (Köy) mit durchschnittlich 552 Bewohnern. Vier der Dörfer haben über 1000 Einwohner: Mahmat (1224), Topaklı (1200), Akarca (1128) und Göynük (1063 Einw.), sieben der Dörfer mehr als der Durchschnitt (552 Einw.).

## Sehenswürdigkeiten

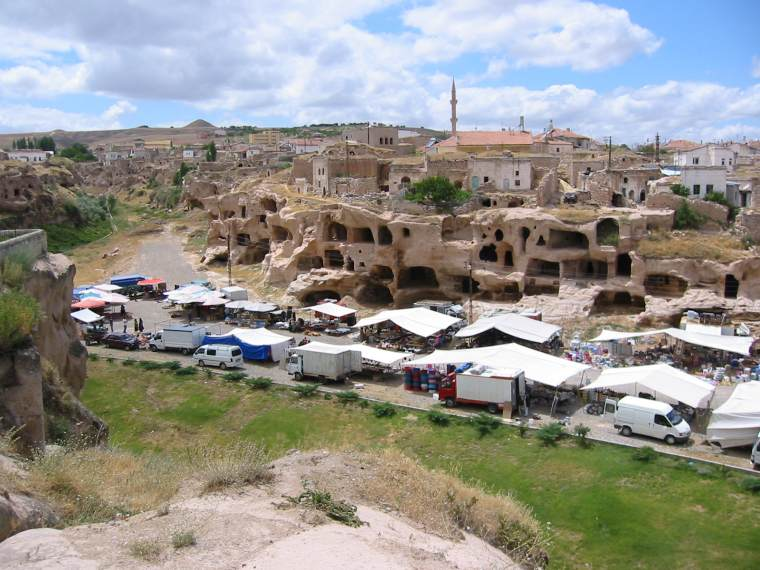
Panorama von Özkonak

Im Landkreis Avanos liegen die Orte Özkonak mit einer unterirdischen Stadt und Çavuşin, das einige Felskirchen aufzuweisen hat. Etwa sechs Kilometer östlich der Stadt liegt die seldschukische Karawanserei Sarıhan.

## Geschichte
Die Geschichte der Stadt geht wahrscheinlich bis in hethitische Zeit zurück. Im Ort Bahçeköy (Bozca) wurde die späthethitische Stele von Bohça gefunden, die heute im Archäologischen Museum Kayseri ausgestellt ist.

## Wirtschaft und Tourismus
Avanos ist bekannt durch seine zahlreichen traditionsreichen Töpfereien und Ziegeleien. Die Einwohner leben primär vom Tourismus. In der Stadt gibt es große Hotels, Verkaufsläden der lokalen Töpfer, Pensionen, Teppichhändler, Bars und Restaurants sowie Animationsbetriebe für den Dreitagestourismus.
Landwirtschaftliche Produkte sind hauptsächlich Getreide, Zuckerrüben, Obst und Wein.

## Persönlichkeiten
Söhne und Töchter:
- Ercan Kesal (* 1959), Schauspieler und Arzt
- Veysel Cihan (* 1976), Fußballspieler
- Köksal Yedek (* 1985), Fußballspieler